# Montebelluna
Montebelluna (venezianisch Montebełuna) ist eine Stadt mit 31.309 Einwohnern (Stand 31. Dezember 2023) im Nordosten Italiens, etwa 67 km nordwestlich von Venedig, in der Provinz Treviso und der Region Venetien.
Die Nachbargemeinden sind Altivole, Caerano di San Marco, Cornuda, Crocetta del Montello, Trevignano, Vedelago und Volpago del Montello.

## Wirtschaft
Montebelluna besitzt eine bedeutende Schuhproduktionsindustrie und gilt in der Region Venetien auch aufgrund einer Vielzahl an Schuhgeschäften als „Schuh-Hauptstadt“.
Montebelluna ist Hauptsitz der Schuhfirma Geox, des Schlitt- und Rollschuhherstellers Roces und auch von Garmont, eines bedeutenden Herstellers von Berg-, Outdoor- und Skischuhen. Fila hat Forschungs- und Entwicklungseinrichtungen hier. Ob Nordica oder Lange, Dynafit, Fischer oder Salomon, alle großen Skischuh-Marken setzen auf die italienischen Spezialisten. Auch die Firma des MBT-Erfinders Karl Müller entwickelt und produziert einen Teil seiner Schuhe in Montebelluna.

## Kultur
Das Heuwagenrennen, der Palio, hat seinen Ursprung in Montebelluna und sich von dort verbreitet. Beim Europalio geht es darum, mit mehreren Leuten einen Leiterwagen am schnellsten ins Ziel zu ziehen und zu schieben.
In der Chiesa di Santa Maria in Colle von Montebelluna befindet sich ein Fresko des Malers Francesco Fontebasso, La Gloria del Paradiso.

## Söhne und Töchter der Stadt
- Pietro Bertolini (1859–1920), Bürgermeister, Abgeordneter und Minister
- Marcello Agnoletto (* 1932), Fußballspieler
- Angelo Daniel (* 1933), römisch-katholischer Bischof
- Afra Bianchin Scarpa (1937–2011), Architektin und Designerin
- Alberto Bottari de Castello (1942–2025), Erzbischof, Diplomat des Heiligen Stuhls
- Remo Sernagiotto (1955–2020), Politiker
- Attilio Tesser (* 1958), Fußballspieler und -trainer
- Aldo Serena (* 1960), Fußballspieler
- Renato Palumbo (* 1963), Dirigent
- Luca Badoer (* 1971), Automobilrennfahrer
- Giandomenico Basso (* 1973), Rallyefahrer
- Bruna Genovese (* 1976), Marathonläuferin
- Alessandro Bertuola (* 1979), Radrennfahrer
- Riccardo Fraccaro (* 1981), Jurist und Politiker
- Michele Rugolo (* 1982), Automobilrennfahrer
- Oscar Gatto (* 1985), Radrennfahrer
- Luigi Datome (* 1987), Basketballspieler
- Giulia Viola (* 1991), Leichtathletin
- Margherita Panziera (* 1995), Schwimmerin

## Partnerstädte
- Dammarie-les-Lys (Frankreich) seit 1987
- Imatra (Finnland)
- Oberkochen (Deutschland) seit 1992
- Tata (Ungarn) seit 2000

## Sehenswürdigkeiten

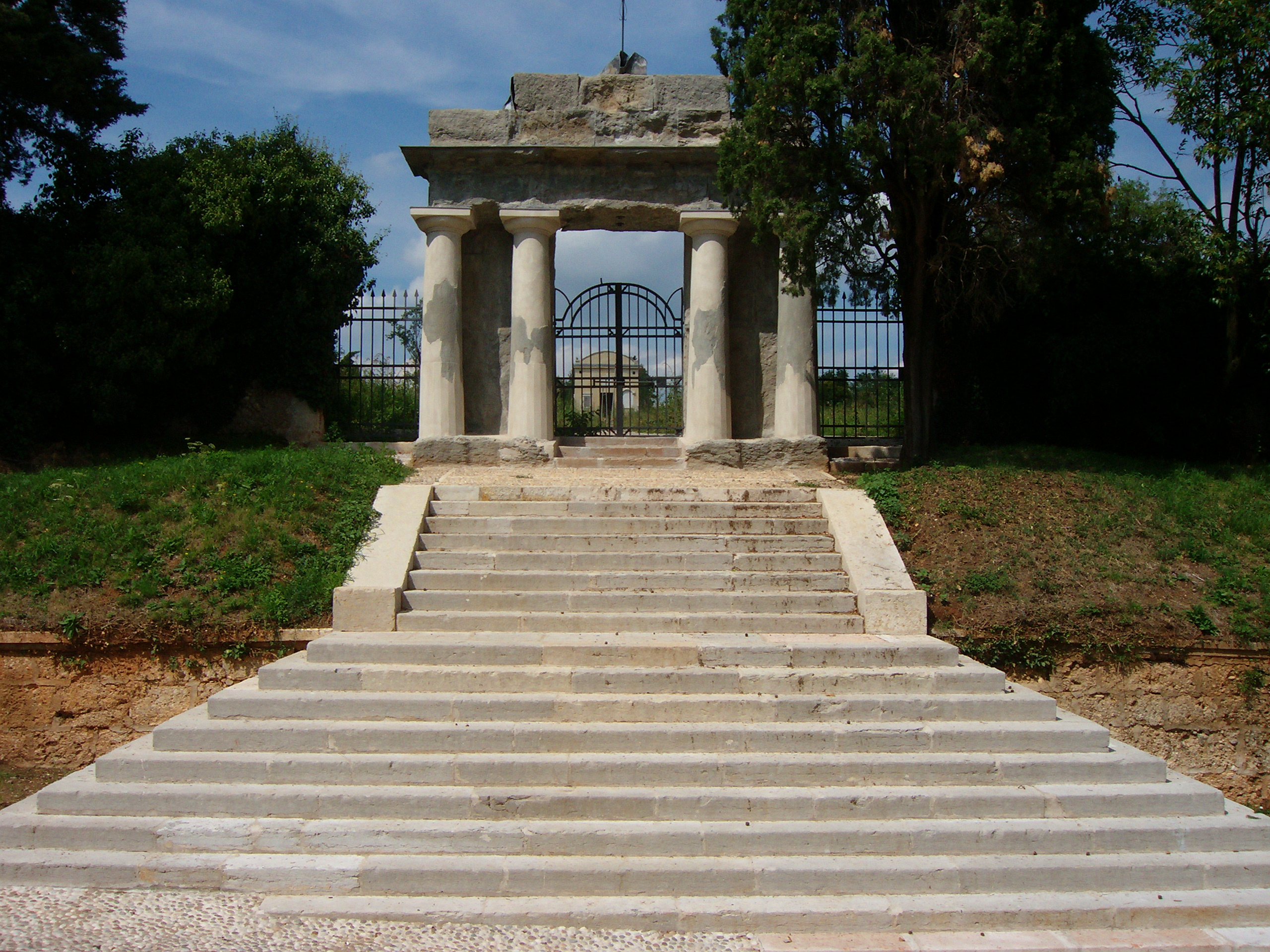
Alter Friedhof in Santa Maria in Colle
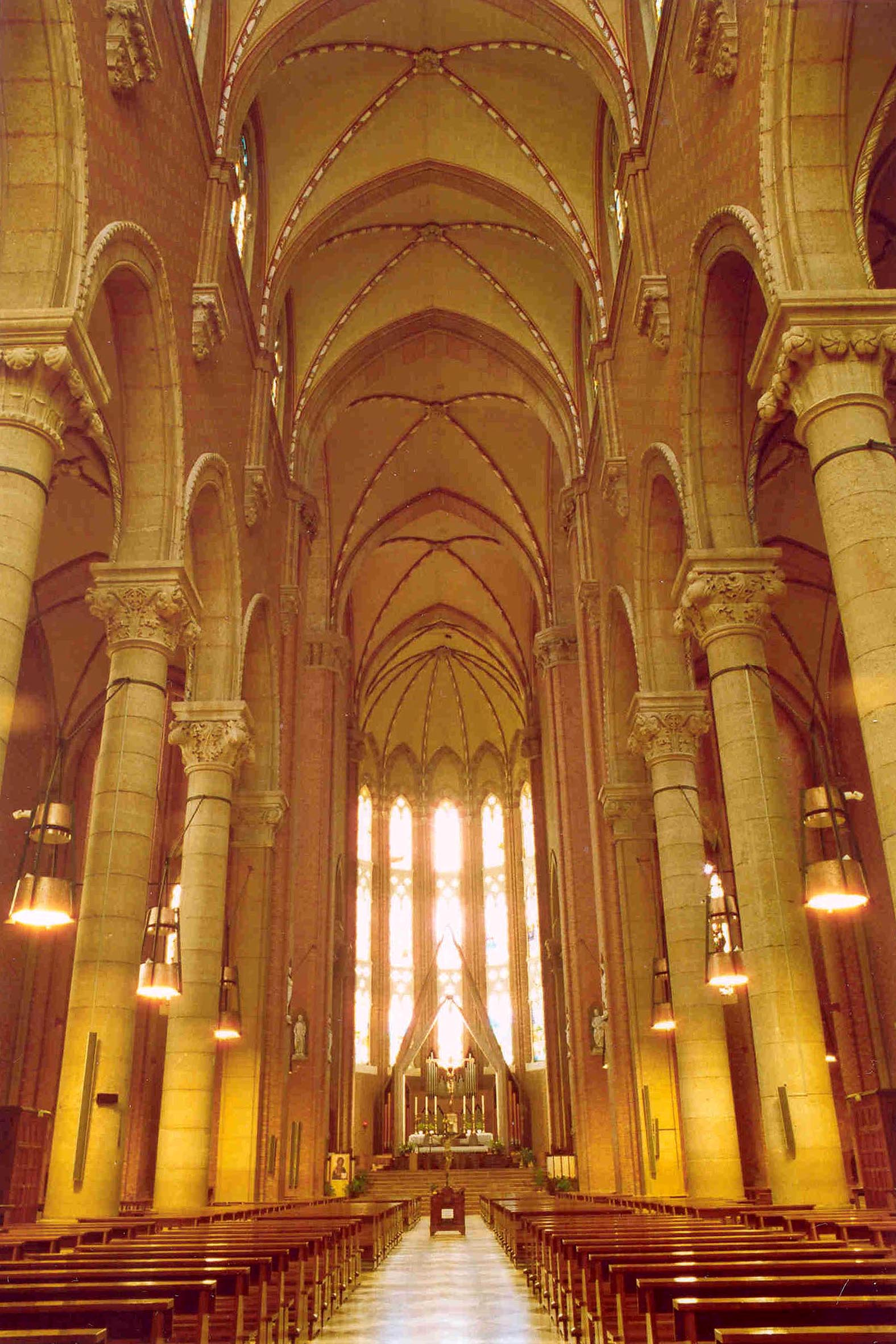
Dom von Montebelluna
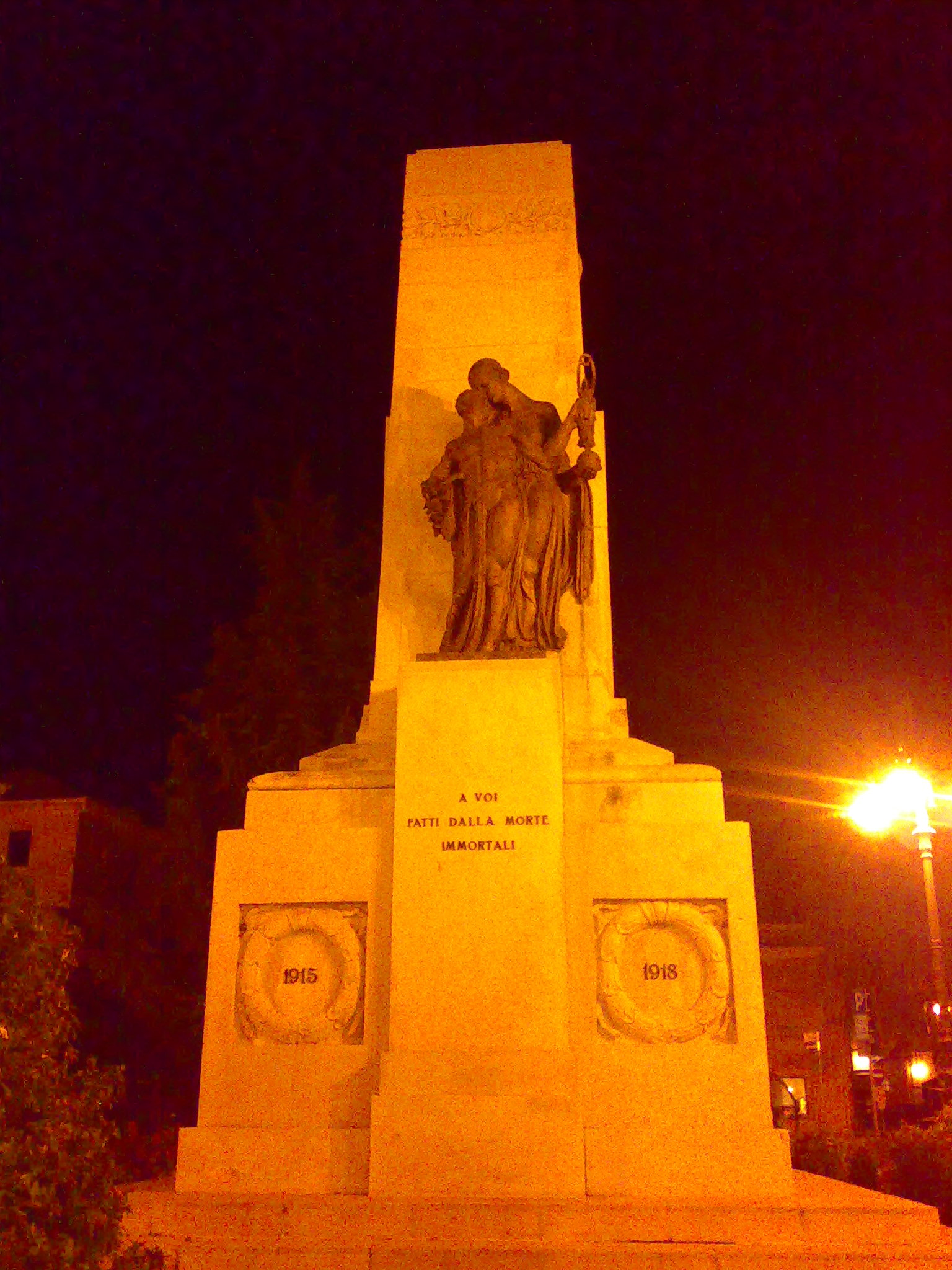
Kriegerdenkmal
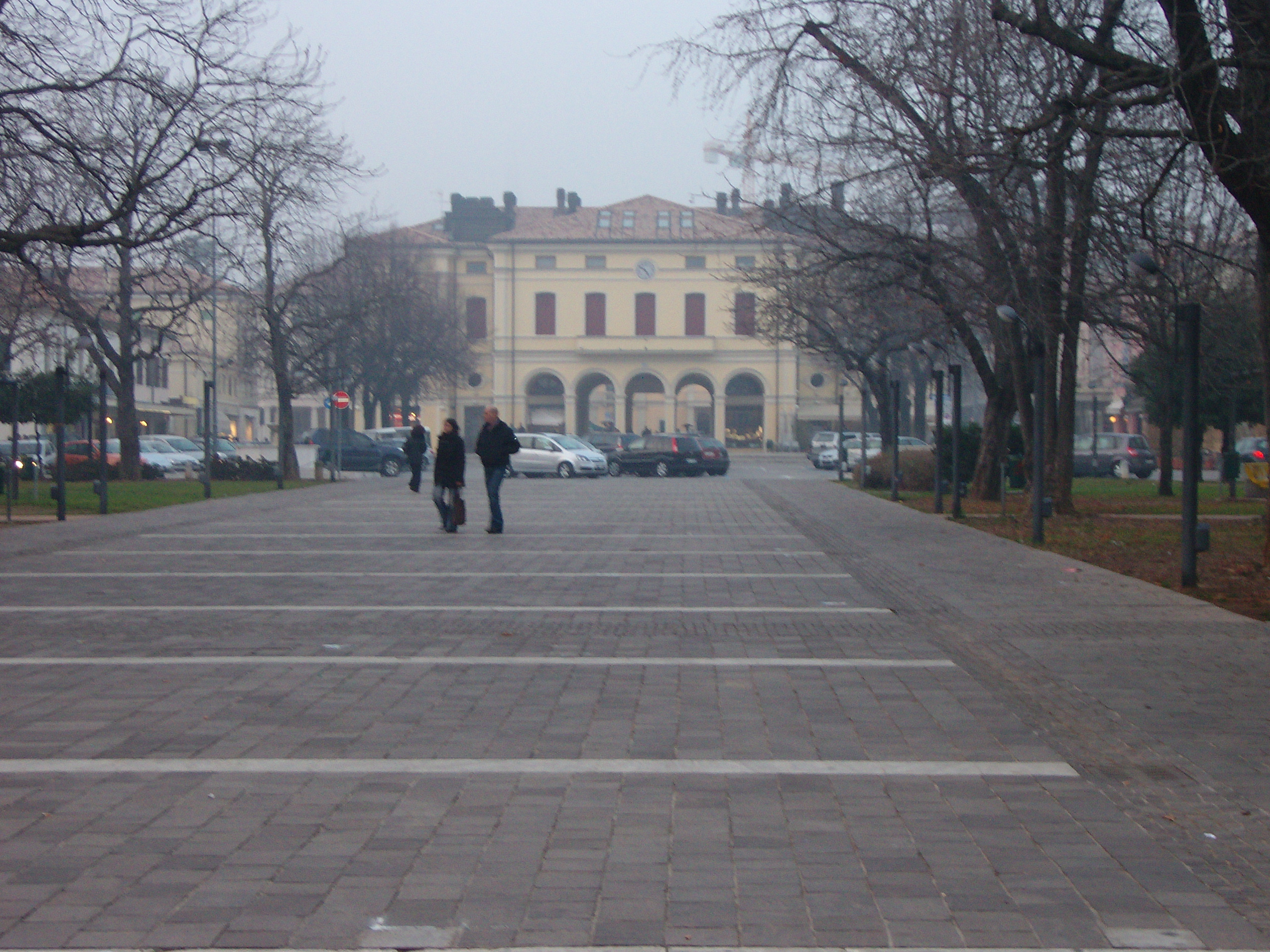
Piazza Negrelli